# Innocenzo Contini
Innocenzo Contini (Torino, 1922 – Cairo Montenotte, 16 aprile 1944) è stato un militare e partigiano italiano, Medaglia d'Oro al Valor Militare alla memoria.

## Biografia
Frequentò l'Accademia e venne destinato come sottotenente al 152º Reggimento artiglieria. Dopo l'8 settembre 1943 partecipò alla lotta di liberazione e si aggregò al 1º Gruppo Divisioni Alpine, comandato da Enrico Martini ("Mauri"), venne catturato a metà marzo 1944 e dopo un mese di prigionia e torture venne fucilato assieme a Domenico Quaranta, Pietro Augusto Dacomo e Ettore Ruocco il 16 aprile 1944.

## Onorificenze

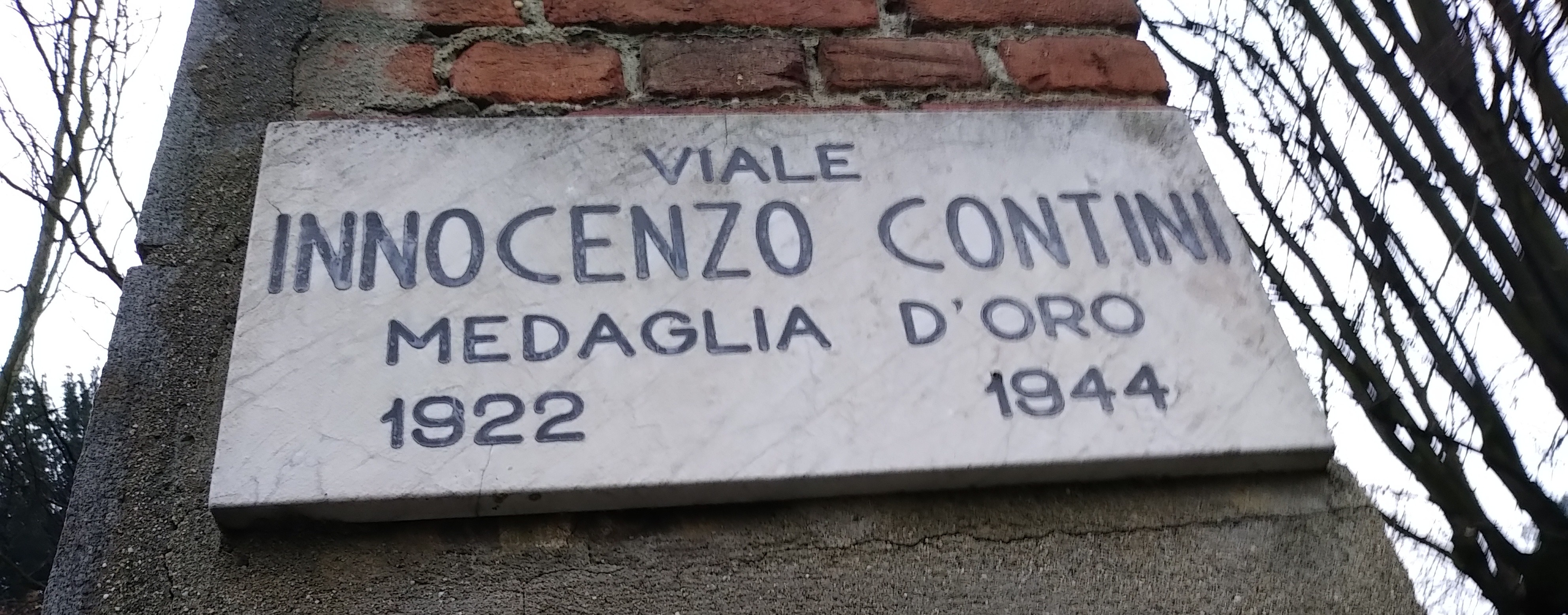
Viale Innocenzo Contini - Torino